# ديوي لانجار
ديوي لانجار (بالإنجليزية: Dewi Lanjar)‏، هي إلهة البحر الإندونيسية، على عكس نياي رورو كيدول وملكة البحر الشمالي، وفقًا للمعتقدات الجاوية. هي إلهة مشهورة في مدينة بيكالونغان بجاوا الوسطى. ويعني اسمها "لانجار": المطلقة التي ليس لها أطفال.

## الأسطورة
لا يزال لدى سكان بيكالونجان على وجه الخصوص إيمان قوي بديوي لانجار. على سبيل المثال، إذا فُقد طفل على الشاطئ، يعتقد الناس أن ديوي لانجار اختطفته. يقال إن قصرها يقع على شاطئ بيكالونجان بجوار نهر سلاماران.